# Saint-Jean-du-Gard
Saint-Jean-du-Gard es una población y comuna francesa, situada en la región de Languedoc-Rosellón, departamento de Gard, en el distrito de Alès y cantón de Saint-Jean-du-Gard.  

## Geografía
Se encuentra situada al pie de los montes Cévennes, no lejos de Alès y de Nîmes, bordeada por el río Gardon.

## Demografía
| 2437 | 2427 | 2378 | 2423 | 2441 | 2563 |
| Para los censos de 1962 a 1999 la población legal corresponde a la población sin duplicidades (Fuente: INSEE [Consultar]) |      |      |      |      |      |